# Сражение у Роркс-Дрифт
Сражение у Роркс-Дрифт (Battle of Rorke’s Drift), известное так же как «Оборона Роркс-Дрифт» или «Битва за брод Рорк» — боевое столкновение зулусов и британцев, которое произошло 22-23 января 1879 года во время англо-зулусской войны  1879 года.

## Предыстория
Во время вторжения в Зулуленд на месте бывшей шведской лютеранской миссии Роркс-Дрифт британцы разместили госпиталь и продовольственный склад.
Начальником поста был лейтенант королевских инженеров Джон Роуз Мерриот Чард.
Ротой «В» 2-го батальона 24-го пехотного полка (2-го Уорикширского полка, ныне — Королевский полк Уэльса), сыгравшей главную роль в героической обороне Роркс-Дрифта, командовал лейтенант Гонвилл Бромхед.
22 января 1879 года, через 9 дней после начала войны, зулусская армия под командованием вождя Нтсингвайо разгромила английский лагерь у Изандлване, практически полностью уничтожив находившиеся здесь британские войска, в том числе 1-й батальон того же 24 пехотного полка англичан.
В отличие от разгромленного лагеря, Роркс-Дрифт был в достаточной мере укреплён: пространство между постройками миссии было огорожено стеной из наполненных камнями ящиков и мешков, с северо-востока перед укреплениями находилось неудобное для передвижения, покрытое крупными камнями поле, а с запада и юга дополнительными препятствиями для нападавших служили остатки старых стен миссии.

## Ход сражения

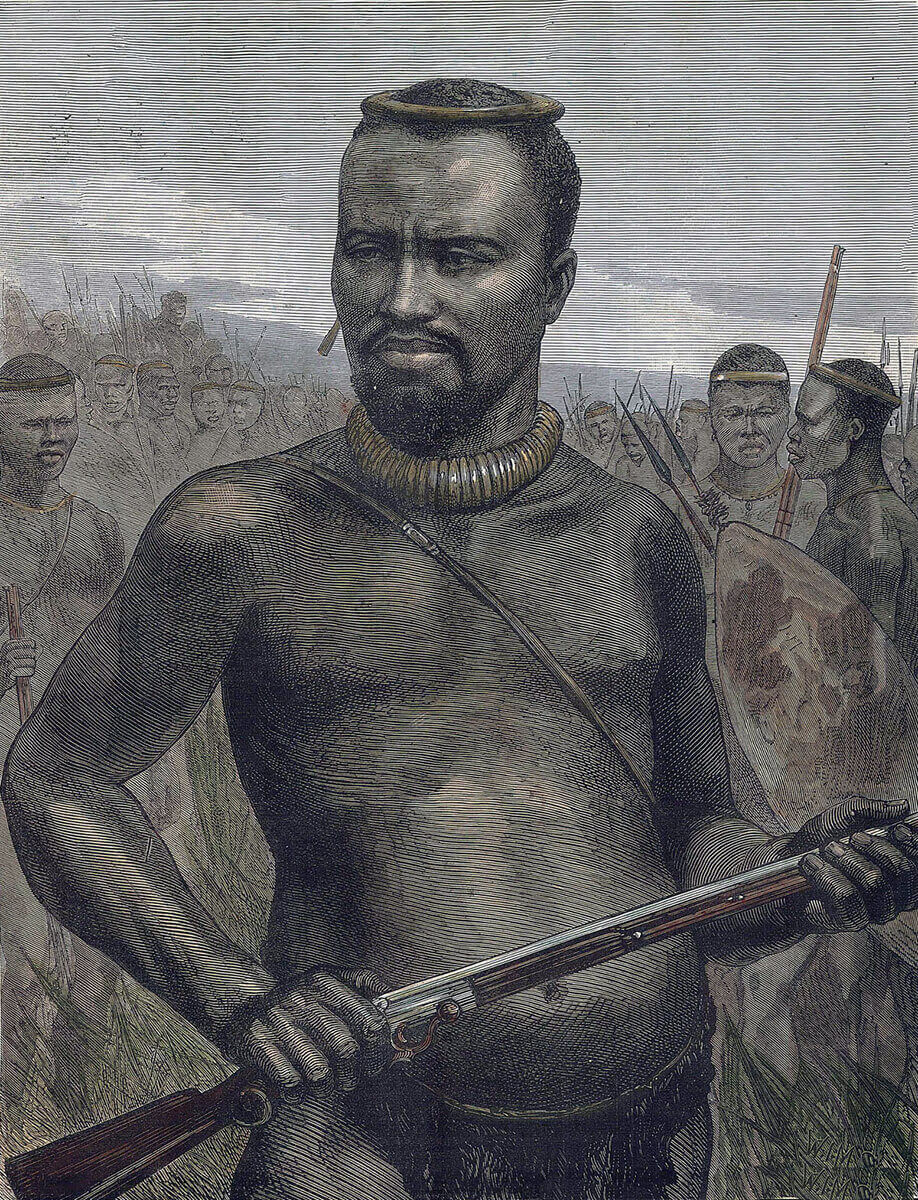
Принц Дабуламанзи

Вечером 22 января арьергард зулусских войск под командованием Дабуламанзи, единокровного брата зулусского короля Кечвайо, напал на Роркс-Дрифт, который находился в 11 милях (17,7 км) от Изандлване.
Силы нападавших состояли из амабуто (полков) «уДлоко», «уСулвана», «инДлонго», воины которых набирались из числа женатых мужчин от 30 до 40 лет, и ибусо «инДлу-йенгве», в котором служили молодые неженатые мужчины.
В Роркс-Дрифте находилось тогда всего 139 британцев (104 здоровых плюс 35 больных и раненых, лечившихся в госпитале).
Первая атака началась в 17 часов. Причём, кроме традиционного вооружения — ассегаев (копий), нокберр (палиц) и щитов, нападающие использовали также трофейные винтовки, захваченные в Изандлване.
Во время одной из атак зулусам удалось поджечь здание, в котором располагался госпиталь. Кроме отражения нападения, защитникам пришлось одновременно заниматься эвакуацией раненых.
Всего зулусы предприняли три атаки, каждый раз с нового направления (видимо, это были атаки трёх различных зулусских подразделений), после чего в 4 часа утра 23 января 1879 г. войско Дабуламанзи отступило назад в Зулуленд.
Позже на месте боя было найдено 370 тел убитых зулусов, между тем как урон самого гарнизона составил 15 человек убитыми и 10 ранеными (из которых вскоре двое умерли от полученных ран). Раненые зулусы, оставшиеся на поле боя, были добиты британцами, которые ожесточились, увидев результаты расправы воинов Дабуламанзи над пациентами британского госпиталя.

## Последствия
Чтобы отвлечь внимание от разгрома у Изандлване, бою у Роркс-Дрифт было придано большое значение. Лейтенанты Чард и Бромхед, получившие благодарность обеих палат английского парламента, были произведены сразу в майоры (минуя звание капитана) и вместе с девятью другими защитниками Роркс-Дрифта награждены самой почётной боевой наградой Великобритании — Крестом Виктории.
Ещё девять участников обороны были награждены медалями.

## Список награждённых
Награждены Крестом Виктории:
- Лейтенант Гонвилль Бромхэд
- Лейтенант Джон Роуз Мэрриотт Чард
- Помощник Комиссара Джеймс Лэнгли Далтон
- Хирург майор Джеймс Генри Рейнольдс
- Капрал Вильям Вилсон Аллен
- Капрал Кристиан Фердинанд Щейс
- Рядовой Фредерик Хитч
- Рядовой Альфред Генри Хук
- Рядовой Роберт Джонс
- Рядовой Вильям Джонс
- Рядовой Джон Вильямс

Награждены медалью «За выдающиеся заслуги» (Distinguished Conduct Medal)
- Старшина Фрэнк Боурн
- Рядовой Джон Вильям Рой
- Младший капрал Майкл МакМэон (в дальнейшем лишен за дезертирство)
- Младший капрал Фрэнсис Эттвуд
- Рядовой Джон Кэнтвелл

## Память, отражение в литературе и искусстве
- Роркс-Дрифт упоминается в «Сатанинских стихах» Салмана Рушди.
- Про сражение у Роркс-Дрифт в 1964 году был снят художественный фильм «Зулусы».
- Сражению у Роркс-Дрифт посвящена песня Rorke’s Drift из альбома The Last Stand группы Sabaton.